# Baltički jezici
Baltički jezici podskupina su baltoslavenskih jezika, jedne od grana indoeuropskih jezika. Prekrivaju područja istočno i jugoistočno od Baltičkoga mora. Najgovoreniji baltički jezici jesu litavski i latvijski, a postoji puno izumrlih jezika i dijalekata, mnogi od njih ostavili su samo ime ili još manje.
Balti se već spominju antičkim djelima kao što je Tacitova Germania gdje se spominje pleme Aesti. Prvi je zapisan izumrli staropruski u 14. stoljeću, a danas živući litavski i latvijski posvjedočeni su tek u 16. stoljeću, poprilično kasno za indoeuropski jezik.
Riječ je o satemskim jezicima (kao što su i indoiranski), to jest palatovelari su se odrazili kao sibilantni frikativi. Zbog svoje su arhaičnosti, posebice u imenskoj deklinaciji, važni za istraživanje indoeuropskoga prajezika.

## Vanjska klasifikacija
Jedinstvo baltoslavenske skupine uglavnom se ne osporava, iako postoje neki istraživači koji smatraju da su dvije skupine jednostavno bile pod snažnim međusobnim utjecajem, a ne da su potekle od istoga baltoslavenskoga prajezika.
Jedinstvo baltičke podskupine nije tako jasno. Dok je starije mnijenje dijelilo baltoslavenske jezike na baltičke i slavenske, od 1960-ih V. Ivanov i V. N. Toporov, ruski lingvisti, predložili su da se baltoslavenski prajezik treba odmah podijeliti na istočnobaltijske, zapadnobaltijske i slavenske podskupine, a tu bi slavenski prajezik zapravo bio jezično iznimno inovativan rani baltički dijalekt.

## Unutarnja klasifikacija
Klasifikacija je ponekad sporna, ali neupitno je da postoje dvije skupine: zapadna i istočna. Istočni su jezici latvijski i litavski s raznim dijalektima, a među izumrlim zapadnobaltičkim jezicima ističe se pruski.
Klasifikacija nekih manjih jezika kao što su nadruvski ili kurski nije nimalo sigurna i ne mogu se jasno smjestiti u neku od skupina, ali dvije se podgrupe mogu ovako podijeliti:
- zapadnobaltički jezici
  - galindski
  - jatvinški
  - staropruski

- istočnobaltički jezici
  - latvijski
    - istočnolatvijski
    - zapadnolatvijski
    - latgalijski

  - litavski
    - aukštaitski 
      - južni aukštaitski
      - istočni aukštaitski: Panevèžys, Vilnius, Širvintos, Anykščiai, Kupiškis, Utena
      - zapadni aukštaitski: Suvalkietiskai (kaunas), Šiauliai

    - samogitski ili žemaitski
      - zapadnosamogitski
      - južnosamogitski: Varniai, Raseiniai
      - sjevernosamogitski: Kretinga, Telšiai

    - latgalski
    - selonski
    - zemgalski

  - neklasificirani
    - skalvijski
    - kurski
    - nadruvski.